# Plantage
En plantage er et skovområde på jord, som ikke tidligere bar træer. Plantager kendetegnes ved, at man har lavet en systematisk indrettet og plejet beplantning med samme slags træer. 
Hensigten med plantagen kan være beskyttelse mod fygning (klitplantage) eller vedproduktion, eller det kan være høst af forskellige frugter. 
I træplantager kan man først tage overskuddet af investeringen hjem efter en længere periode, idet træer som hovedregel er 50-100 år om at nå en størrelse med træproduktion af værdi, mens man i frugtplantager ofte kan få et udbytte efter få år. Frugten bliver så høstet når den er moden og derpå solgt eller opmagasineret til senere brug. Af forskellige plantagetyper kan nævnes: bananplantager, vinplantager, æbleplantager og bærplantager.